# Base des Forces canadiennes Montréal
Base des Forces canadiennes Montréal är en militärbas i Kanada.   Den ligger i provinsen Québec, i den sydöstra delen av landet, 180 km öster om huvudstaden Ottawa.